# Banérska palatset

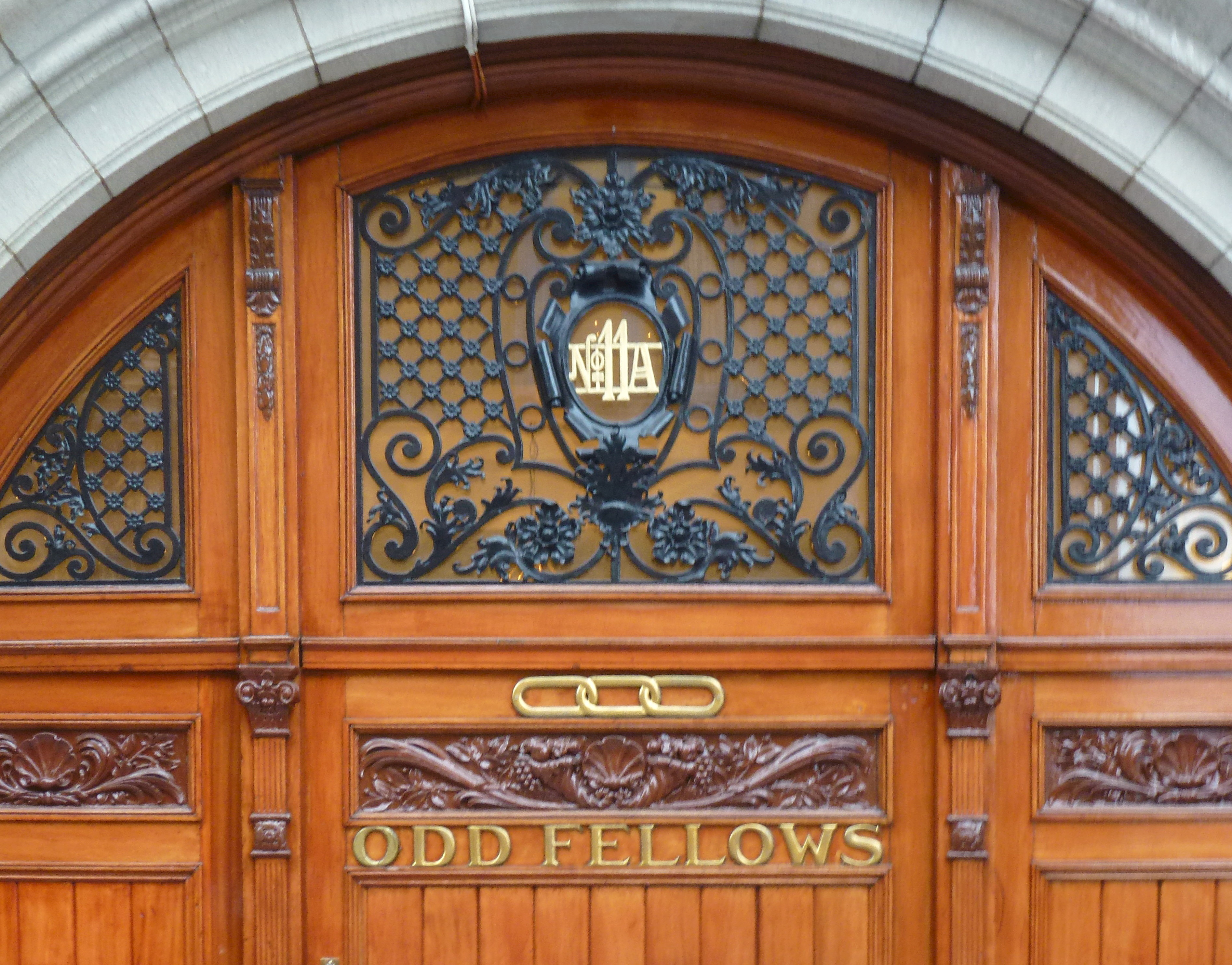
Entré till Oberoende Odd Fellow Ordens svenska storloge i Stockholm (2014).

Banérska palatset är ett palats beläget på Västra Trädgårdsgatan 11 A intill Kungsträdgården på Norrmalm i Stockholm, ursprungligen uppfört på 1620-talet av riksrådet Svante Gustafsson Banér, son till hovmarskalk Gustav Banér, avrättad i Linköping 1600 på order av hertig Karl efter avsättningskriget mot Sigismund.
Efter ägarskiften under seklerna disponeras palatset sedan 1922 av Oberoende Odd Fellow Orden.

## Historik
Stora till- och ombyggnader lät genomföras under mitten av 1600-talet på uppdrag av sonen Svante Svantesson Banér, med ritningshjälp av arkitekt Erik Dahlbergh. Däremellan märks i ägarlängden adelssläkterna Piper, Bielke och Brahe, varav den siste var greve Magnus Per Brahe, ägare av bland annat Skoklosters slott. År 1899 uppköptes palatset av grosshandlaren och tobaksfabrikören Johan Bäckström. År 1902 ärvdes fastigheten av sonen Walter Bäckström.

### Ombyggnationer
1. 1899, arkitekt Fredrik Lilljekvist för Johan Bäckström
2. 1911, arkitekt Isak Gustaf Clason för Walter Bäckström
3. 1923, arkitekt Knut Nordenskjöld och Gustaf Adolf Falk för Oberoende Odd Fellow Orden

## Oberoende Odd Fellow Orden
1922 förvärvades palatset av Oberoende Odd Fellow Orden. 1923–1926 revs gårdsbebyggelsen och ordenssalar och bankettmatsalar byggdes upp. Dessutom höjdes gatubyggnaden med två våningar till dagens utseende. På fasaden syns fyra reliefer med Odd Fellows budord: "Besöka de sjuka, hjälpa de nödställda, begrava de döda och uppfostra de föräldralösa". I dag verkar här cirka 21 Odd Fellow-institutioner, brödraloger och Rebeckaloger, om totalt drygt 2 700 medlemmar.